# Ichnopus walkeri
Ichnopus walkeri is een vlokreeftensoort uit de familie van de Uristidae. De wetenschappelijke naam van de soort is voor het eerst geldig gepubliceerd in 2004 door Vinogradov.